# Musius
Musius is een kevergeslacht uit de familie van de boktorren (Cerambycidae). De wetenschappelijke naam van het geslacht werd voor het eerst geldig gepubliceerd in 1889 door Fairmaire.

## Soorten
Musius omvat de volgende soorten:
- Musius crassicornis Boppe, 1921
- Musius flavimembris Boppe, 1921
- Musius quadrinodosus Fairmaire, 1889